# ماسیمو جاکومینی
ماسیمو جاکومینی (انگلیسی: Massimo Giacomini؛ زادهٔ ۱۴ اوت ۱۹۳۹) بازیکن فوتبال اهل ایتالیا است.
از باشگاه‌هایی که در آن بازی کرده‌است می‌توان به باشگاه ورزشی لاتزیو، باشگاه فوتبال برشا، باشگاه فوتبال اودینزه، باشگاه فوتبال تریستیانا، باشگاه فوتبال جنوآ، و باشگاه فوتبال آ.ث. میلان اشاره کرد.